# إرنست ميدير
إرنست ميدير (بالألمانية: Ernst Mader)‏ هو لاعب كرة قدم نمساوي، ولد في 4 يناير 1968 في فيينا في النمسا. لعب مع أوستريا فيينا.